# Сатријано ди Луканија (Потенца)
Сатријано ди Луканија (итал. Satriano di Lucania) је насеље у Италији у округу Потенца, региону Базиликата.
Према процени из 2011. у насељу је живело 1697 становника. Насеље се налази на надморској висини од 661 м.

## Географија
| Клима (Сатријано ди Луканија) | Клима (Сатријано ди Луканија) | Клима (Сатријано ди Луканија) | Клима (Сатријано ди Луканија) | Клима (Сатријано ди Луканија) | Клима (Сатријано ди Луканија) | Клима (Сатријано ди Луканија) | Клима (Сатријано ди Луканија) | Клима (Сатријано ди Луканија) | Клима (Сатријано ди Луканија) | Клима (Сатријано ди Луканија) | Клима (Сатријано ди Луканија) | Клима (Сатријано ди Луканија) | Клима (Сатријано ди Луканија) |
| Показатељ \ Месец             | .Јан.                         | .Феб.                         | .Мар.                         | .Апр.                         | .Мај.                         | .Јун.                         | .Јул.                         | .Авг.                         | .Сеп.                         | .Окт.                         | .Нов.                         | .Дец.                         | .Год.                         |
| ----------------------------- | ----------------------------- | ----------------------------- | ----------------------------- | ----------------------------- | ----------------------------- | ----------------------------- | ----------------------------- | ----------------------------- | ----------------------------- | ----------------------------- | ----------------------------- | ----------------------------- | ----------------------------- |
| Средњи максимум, °C (°F)      | 6,4 (43,5)                    | 7,6 (45,7)                    | 10,3 (50,5)                   | 14,3 (57,7)                   | 19,0 (66,2)                   | 23,4 (74,1)                   | 26,9 (80,4)                   | 27,1 (80,8)                   | 22,7 (72,9)                   | 17,3 (63,1)                   | 11,8 (53,2)                   | 8,3 (46,9)                    | 27,1 (80,8)                   |
| Средњи минимум, °C (°F)       | 0,7 (33,3)                    | 1,2 (34,2)                    | 3,1 (37,6)                    | 6,3 (43,3)                    | 9,9 (49,8)                    | 13,9 (57)                     | 16,4 (61,5)                   | 16,7 (62,1)                   | 13,7 (56,7)                   | 9,8 (49,6)                    | 5,6 (42,1)                    | 2,7 (36,9)                    | 0,7 (33,3)                    |
| Количина падавина, mm (in)    | 78 (30,7)                     | 42 (16,5)                     | 58 (22,8)                     | 62 (24,4)                     | 40 (15,7)                     | 35 (13,8)                     | 20 (7,9)                      | 21 (8,3)                      | 37 (14,6)                     | 60 (23,6)                     | 93 (36,6)                     | 106 (41,7)                    | 652 (256,6)                   |
| [ тражи се извор ]            |                               |                               |                               |                               |                               |                               |                               |                               |                               |                               |                               |                               |                               |

## Становништво
| 1931. | 1936. | 1951. | 1961. | 1971. | 1981. | 1991. | 2001. | 2011. |
| ----- | ----- | ----- | ----- | ----- | ----- | ----- | ----- | ----- |
| 2.553 | 2.740 | 2.891 | 2.752 | 2.162 | 2.113 | 2.424 | 2.353 | 2.406 |